# Saint-Arnoult, Oise
Saint-Arnoult, Oise là một xã ở tỉnh Oise Hauts-de-France phía bắc Pháp. Xã Saint-Arnoult, Oise nằm ở khu vực có độ cao trung bình 190 mét trên mực nước biển.